# Операція «П'єдестал»
Операція «П'єдестал» (англ. Operation Pedestal) — військова операція британського Королівського військово-морського флоту з проведення стратегічно важливого конвою на острів Мальта у Середземному морі з 9 по 15 серпня 1942 року. Операція стала одним з найскладніших епізодів у битві на Середземному морі під час Другої світової війни.

## Хід операції
Влітку 1942 року, в обстановці найсуворішої секретності, за наказом Вінстона Черчилля в Шотландії був сформований конвой, який включав 14 найшвидших торговельних суден. Конвой у супроводі найпотужнішого угруповання бойових кораблів повинен був прорватися до обложеної Мальти. В найгіршому варіанті хоча б деякі із суден мали пройти, або Мальта впаде.
Основним нововведенням в план операції «П'єдестал» була наявність потужного винищувального прикриття, яке забезпечували щонайменше 3 ескадрених авіаносці — HMS «Вікторіос», «Індомітебл» та «Ігл». До складу ескадри був також включений старий авіаносець «Ф'юріос», який повинен був доставити на острів нову партію «Спитфайрів».
Командувачем конвоєм, до складу якого входили 2 лінкори, 4 ескадрених авіаносці, 7 крейсерів і 32 есмінці, був призначений віцеадмірал Е.Сіфрет. Ескортне з'єднання було найпотужнішим за всю війну, що виділялося на супровід конвою. Британське адміралтейство повністю усвідомлювали, що доля острова залежить від того, скільки транспортів добереться до острова. Особливо важливим був американський танкер «Огайо», зафрахтований міністерством військових перевезень і укомплектований британською командою.
В ніч з 10 на 11 серпня 1942 в умовах густого туману, конвой без подій пройшов Гібралтарську протоку, але літаки Люфтваффе виявили ескадру адмірала Сіфрета незабаром після того, як вона увійшла в Середземне море. 11 серпня «Ф'юріес» успішно підняв «Спітфайри» в 550 милях від Мальти. Однак після полудня німецький підводний човен U-73 завдав потужного удару, потопивши старий, випробуваний авіаносець «Ігл», який ніс службу в цих водах з початку війни. На щастя, більша частина екіпажу була врятована есмінцями. Увечері цього дня і вранці 12 серпня винищувачі і зенітники успішно відбили всі повітряні атаки. Однак, потім конвой виявився в межах досяжності авіації з аеродромів Сардинії, і ось тоді почалися справжні бої.
У другій половині дня 12 серпня конвой атакували близько 80 бомбардувальників і торпедоносців. «Вікторіос» отримав попадання, що не завдало серйозних пошкоджень. Але під час цієї атаки був потоплений перший транспорт. В той же день конвой щасливо прорвався через основну завісу ворожих підводних човнів. При цьому був потоплений 1 італійський човен. Але ближче до вечора повітряні атаки поновилися з колишньою люттю. «Індомітебл» отримав пряме влучення, і його злітна палуба вийшла з ладу. Тепер тільки «Вікторіос» міг забезпечити винищувальне прикриття.
Тим часом, італійські крейсера і есмінці вийшли в море з баз на Сицилії і Сардинії, а також з Неаполя. Вони мали намір атакувати конвой. Однак британці завчасно розгорнули підводні човни північніше та південніше від Сицилії в передбаченні якраз таких дій противника. Тому, 13 серпня підводний човен «Анброукен» торпедував крейсери «Больцано» і «Муціо Аттендоло». Цього разу жоден з італійських кораблів не ризикнув зайти на південь від Сицилії.
Незабаром після того, як був пошкоджений «Індомітебл», конвой вийшов на траверс Бізерти. Звідси адмірал Едвард Сіфрет з великими кораблями повинен був повернути назад, залишивши контрадмірала Г. М. Барроу з 4 крейсерами і 12 есмінцями супроводжувати транспорти на острів. Це було досить потужне з'єднання, щоб відбити спробу італійського флоту втрутитися. Проте наступні кілька годин ситуація докорінно змінилася: флагман конвою «Нігерія» і крейсер ППО «Каїр» були торпедовані італійським підводним човном «Аксум». «Каїр» довелося затопити. Адмірал переніс прапор на есмінець і відправив «Нігерію» повзти назад до Гібралтару. Незабаром з'явилися ворожі літаки. Конвой якраз в цей час перешиковувався, щоб пройти вузьку протоку Скеркі. В результаті були потоплені 2 торговельних судна.
Потім підводний човен торпедував крейсер «Кенія», але той зумів залишитися з конвоєм. Адмірал Е.Сіфрет, дізнавшись про це, спішно відправив легкий крейсер і 2 есмінці, щоб зміцнити поторсане з'єднання Барроу. Однак, це підкріплення ще не встигло прибути, коли опівночі 12-13 серпня конвой обігнув мис Бон і повернув на південь уздовж узбережжя Тунісу. Цей мілководний район знаходився близько від ворожих баз, де базувалися легкі сили противника. Есмінці, що тралили мінні поля, висунулися вперед, щоб розчистити фарватер для торговельних суден. Однак, незабаром кораблі супроводу помітили наближаються торпедні катери противника, хоча їх було так важко виявити в нічній імлі. Відразу після півночі один з катерів торпедував крейсер «Манчестер», який втратив хід. Так як до 5:00 крейсер не зумів дати хід, капітан наказав затопити корабель. Таким чином, найсильніший удар конвой отримав вночі. Не менше 5 транспортів були торпедовані ворожими катерами, з них 4 затонули. Однак, побитий конвой продовжував рухатися до цілі.
Незабаром після світанку 13 серпня німецькі бомбардувальники відновили свої атаки. Вони знищили 1 транспорт і пошкодили ще 3, в тому числі коштовний «Огайо». Есмінці залишилися прикривати пошкоджені суду, а конвой, скоротився до 3 транспортів, продовжував повзти на схід. Тепер його прикривали з повітря винищувачі з Мальти. Тральщики і катери вийшли з порту, щоб зустріти залишки конвою, і вдень транспорти щасливо увійшли в Гранд-Харбор. Тим часом робилися колосальні зусилля, щоб врятувати пошкоджені судна. В сутінках одне судно все-таки було добите авіацією. «Огайо» здобув третє влучання. Однак есмінці і тральщики, а також його власний екіпаж були сповнені рішучості привести танкер в порт. Починаючи з вечора 13 серпня, і до ранку 15 серпня його вели на буксирі, відбиваючи повітряні атаки.
Повністю виведений з ладу, занурився по верхню палубу, безстрашний «Огайо» під командуванням капітана I рангу Д. У. Мезона прибув на Мальту, зберігши в цілості свій дорогоцінний вантаж. Вдалося привести в порт і ще одне пошкоджене судно. Так завершилася операція «П'єдестал».
Тільки 5 з 14 суден конвою досягли Мальти, важкі втрати зазнали й сили супроводу. Проте 32 000 тонн генерального вантажу і 15 000 тонн палива поповнили майже порожні сховища Мальти. Це дозволило острову не тільки відбивати атаки противника, а й відновити активні операції на італо-німецьких комунікаціях, що ведуть до Африки.

## Карта операції
|  |